# Raoul Giger
Raoul Giger (Aarau, 29 ottobre 1997) è un calciatore svizzero, difensore svincolato.

## Caratteristiche tecniche
Ricopre il ruolo di terzino destro.

## Carriera
Giger è cresciuto nel settore giovanile dell'Aarau ed ha debuttato in prima squadra il 25 settembre 2016 nell'incontro di Challenge League pareggiato 1-1 contro lo Zurigo. Nel 2017 è stato promosso definitivamente in prima squadra, con cui ha disputato cinque campionati da titolare sulla fascia destra giocando oltre 150 incontri in seconda divisione. Il 10 febbraio 2020 ha segnato la sua prima ed unica rete, nell'incontro di Coppa Svizzera vinto 4-2 contro il Sion.
Il 14 giugno 2022 è stato acquistato a titolo definitivo dal Losanna ed il 23 luglio ha debuttato in Super League nell'incontro perso 2-1 contro lo Young Boys.

## Statistiche

### Presenze e reti nei club
Statistiche aggiornate al 31 marzo 2024.
| Stagione        | Squadra         | Campionato      | Campionato | Campionato | Coppe nazionali | Coppe nazionali | Coppe nazionali | Coppe continentali | Coppe continentali | Coppe continentali | Altre coppe | Altre coppe | Altre coppe | Totale | Totale | Totale |
| Stagione        | Squadra         | Comp            | Pres       | Reti       | Comp            | Pres            | Reti            | Comp               | Pres               | Reti               | Comp        | Pres        | Reti        | Pres   | Reti   |        |
| --------------- | --------------- | --------------- | ---------- | ---------- | --------------- | --------------- | --------------- | ------------------ | ------------------ | ------------------ | ----------- | ----------- | ----------- | ------ | ------ | ------ |
| 2015-2016       | Team Aargau     | 2L              | 21         | 2          |                 | -               | -               |                    | -                  | -                  |             | -           | -           | 21     | 2      |        |
| 2016-2017       | Team Aargau     | 2L              | 19         | 2          |                 | -               | -               |                    | -                  | -                  |             | -           | -           | 19     | 2      |        |
| 2017-2018       | Team Aargau     | 2L              | 9          | 0          |                 | -               | -               |                    | -                  | -                  |             | -           | -           | 9      | 0      |        |
| 2016-2017       | Aarau           | ChL             | 3          | 0          | CS              | 0               | 0               |                    | -                  | -                  |             | -           | -           | 3      | 0      |        |
| 2017-2018       | Aarau           | ChL             | 21         | 0          | CS              | 1               | 0               |                    | -                  | -                  |             | -           | -           | 22     | 0      |        |
| 2018-2019       | Aarau           | ChL             | 31+2       | 0          | CS              | 1               | 0               |                    | -                  | -                  |             | -           | -           | 34     | 0      |        |
| 2019-2020       | Aarau           | ChL             | 28         | 0          | CS              | 2               | 0               |                    | -                  | -                  |             | -           | -           | 30     | 0      |        |
| 2020-2021       | Aarau           | ChL             | 34         | 0          | CS              | 4               | 1               |                    | -                  | -                  |             | -           | -           | 38     | 1      |        |
| 2021-2022       | Aarau           | ChL             | 32         | 0          | CS              | 2               | 0               |                    | -                  | -                  |             | -           | -           | 34     | 0      |        |
| 2022-2023       | Losanna         | ChL             | 33         | 1          | CS              | 3               | 0               |                    | -                  | -                  |             | -           | -           | 36     | 1      |        |
| 2023-2024       | Losanna         | SL              | 25         | 0          | CS              | 3               | 0               |                    | -                  | -                  |             | -           | -           | 28     | 0      |        |
| Totale carriera | Totale carriera | Totale carriera | 258        | 5          |                 | 16              | 1               |                    | -                  | -                  |             | -           | -           | 274    | 6      |        |